# Championnat d'Algérie de football 2023-2024
Navigation
Ligue 1
2022-2023 Ligue 1
2024-2025
Le championnat d'Algérie de football 2023-2024 est la 62e édition du championnat d'Algérie de football et la 14e sous l'appellation de Ligue 1. Cette saison, la compétition débute le 15 septembre 2023. Elle oppose seize clubs, deux équipes sont promues de deuxième division, l'US Souf et le ES Ben Aknoun, champions respectifs des groupes Centre-Est et Centre-Ouest.
Le MC Alger est sacré champion d'Algérie pour cette saison à 4 journées avant la fin de la compétition.

## Participants
L'édition 2023-2024 comporte 16 clubs : les quatorze maintenues de la saison précédente, auxquelles s'ajoutent les deux promus de Ligue 2 : l'ES Ben Aknoun et l'US Souf. Ces deux clubs remplacent les deux clubs relégués : HB Chelghoum Laïd et le RC Arbâa et jouent pour la première fois de leur histoire dans ce palier.

Parmi les 16 clubs participants, le CR Belouizdad, champion sortant en titre pour la quatrième fois consécutive, et le MC Oran jouent leur cinquante-neuvième saison dans cette compétition, dans la quelle un seul n'as pas connu de relégation depuis sa montée en 1969 : la JS Kabylie et qui reste également son club le plus titré (quatorze titres).
| \| Alger ASO CSC ESS JSK JSS MCO NCM MCEB USB USMK USS \| Localisation des clubs engagés dans le championnat. |
| Alger ASO CSC ESS JSK JSS MCO NCM MCEB USB USMK USS                                                           |

| \| MCA USMA CRB PAC ESBA \| Localisation des clubs algérois engagés en L1. |
| MCA USMA CRB PAC ESBA                                                      |

| Club           | Classement 2022-2023 | Entraîneur au début | Stade                        | Capacité | Dernière montée | Saisons en D1 |
| -------------- | -------------------- | ------------------- | ---------------------------- | -------- | --------------- | ------------- |
| CR Belouizdad  | 1er                  | Sven Vandenbroeck   | Stade du 20-Août-1955        | 15 000   | 1989            | 59            |
| CS Constantine | 2e                   | Lyamine Bougherara  | Stade Chahid-Hamlaoui        | 22 986   | 2011            | 28            |
| MC Alger       | 3e                   | Patrice Beaumelle   | Stade Omar-Benrabah          | 16 000   | 2003            | 55            |
| MC El Bayadh   | 4e                   | Abdennour Hamici    | Stade Zakaria Medjdoub       | 15 000   | 2022            | 2             |
| ASO Chlef      | 5e                   | Abdelkader Yaïche   | Stade Mohamed-Boumezrag      | 18 000   | 2019            | 30            |
| USM Khenchela  | 6e                   | Mourad Okbi         | Stade Amar Hamam             | 8 000    | 2022            | 4             |
| JS Saoura      | 7e                   | Youcef Bouzidi      | Stade du 20-Août-1955        | 20 000   | 2012            | 12            |
| ES Sétif       | 8e                   | Abdelkader Amrani   | Stade du 8-Mai-1945          | 25 000   | 1997            | 56            |
| Paradou AC     | 9e                   | Nadhir Leknaoui     | Stade Omar-Benrabah          | 16 000   | 2017            | 9             |
| MC Oran        | 10e                  | Kheireddine Madoui  | Stade Miloud-Hadefi          | 40 143   | 2009            | 59            |
| NC Magra       | 11e                  | Abdelaziz Abbès     | Stade des Frères-Boucheligue | 8 000    | 2019            | 5             |
| USM Alger      | 12e                  | Abdelhak Benchikha  | Stade Omar-Benrabah          | 16 000   | 1995            | 44            |
| US Biskra      | 13e                  | Mounir Zeghdoud     | Stade du 18-Février          | 24 000   | 2019            | 7             |
| JS Kabylie     | 14e                  | Youcef Bouzidi      | Stade du 1er-Novembre-1954   | 20 000   | 1969            | 55            |
| US Souf        | 1er (Ligue 2 CE)     | Omar Belatoui       | Stade du 1er-Novembre-1954   | 7 200    | 2023            | 1             |
| ES Ben Aknoun  | 1er (Ligue 2 CO)     | Abdennour Bousbia   | Stade du 20-Août-1955        | 15 000   | 2023            | 1             |

Légende des couleurs
- Ligue des champions 2023-2024
- Coupe de la confédération 2023-2024
- Promu de Ligue 2 2022-2023

## Compétition

### Règlement
Le classement est calculé selon le barème de points suivant : une victoire rapporte trois points, le match nul un et la défaite aucun.
En cas d'égalité de points, les critères de départage sont inchangés depuis la saison 2019-2020. Ceux-ci se présentent ainsi :
1. Plus grand nombre de points obtenus par une équipe lors des matchs joués entre les équipes en question ;
2. Meilleure différence de buts obtenue par une équipe lors des matchs joués entre les équipes en question ;
3. Meilleure différence de buts obtenue par une équipe sur l'ensemble des matchs joués par les équipes en question lors de la phase aller ;
4. Plus grand nombre de buts marqués par une équipe sur l'ensemble des matchs joués par les équipes en question lors de la phase aller ;
5. Plus grand nombre de buts marqués par une équipe sur l'ensemble des matchs joués à l'extérieur par les équipes en question lors de la phase aller ;
6. En cas d'égalité concernant tous les critères ci-dessus, un match d'appui est organisé par la LFP sur terrain neutre avec prolongation et le cas échéant tirs au but.

### Classement
| Rang | Équipe            | Pts | J  | G  | N  | P  | Bp | Bc | Diff |
| ---- | ----------------- | --- | -- | -- | -- | -- | -- | -- | ---- |
| 1    | MC Alger          | 65  | 30 | 19 | 8  | 3  | 55 | 20 | +35  |
| 2    | CR Belouizdad T C | 53  | 30 | 15 | 8  | 7  | 37 | 20 | +17  |
| 3    | CS Constantine    | 53  | 30 | 15 | 8  | 7  | 46 | 30 | +16  |
| 4    | USM Alger         | 49  | 30 | 15 | 4  | 11 | 40 | 32 | +8   |
| 5    | ES Sétif          | 48  | 30 | 14 | 6  | 10 | 37 | 37 | 0    |
| 6    | Paradou AC        | 42  | 30 | 11 | 9  | 10 | 36 | 22 | +14  |
| 7    | JS Kabylie        | 42  | 30 | 10 | 12 | 8  | 33 | 27 | +6   |
| 8    | ASO Chlef         | 41  | 30 | 11 | 8  | 11 | 41 | 40 | +1   |
| 9    | JS Saoura         | 40  | 30 | 11 | 7  | 12 | 34 | 37 | -3   |
| 10   | USM Khenchela     | 39  | 30 | 11 | 6  | 13 | 33 | 39 | -6   |
| 11   | MC El Bayadh      | 38  | 30 | 10 | 8  | 12 | 29 | 30 | -1   |
| 12   | NC Magra          | 38  | 30 | 9  | 11 | 10 | 30 | 32 | -2   |
| 13   | MC Oran           | 36  | 30 | 9  | 9  | 12 | 26 | 33 | -7   |
| 14   | US Biskra         | 36  | 30 | 9  | 9  | 12 | 25 | 34 | -9   |
| 15   | ES Ben Aknoun P   | 32  | 30 | 8  | 8  | 14 | 32 | 37 | -5   |
| 16   | US Souf P         | 7   | 30 | 2  | 1  | 27 | 22 | 86 | -64  |

Qualifications africaines
- Ligue des champions 2024-2025
- Coupe de la confédération 2024-2025

Relégation
- Relégation en Ligue 2 2024-2025

Abréviations
- T : Tenant du titre
- P : Promu de Ligue 2 2022-2023
- C : Vainqueur de la Coupe d'Algérie 2023-2024

| Source : Classement Ligue 1 |

### Résultats
Source : Résultats par journée sur le site de la Ligue 1.
| Résultats (▼dom., ►ext.)                                   | ASO | CRB | CSC | ESBA | ESS | JSK | JSS | MCA | MCEB | MCO | NCM | PAC | USB | USMA | USMK | USS |
| ASO Chlef                                                  |     | 0-0 | 1-0 | 2-1  | 2-1 | 1-1 | 1-2 | 0-1 | 2-1  | 2-0 | 2-2 | 1-1 | 2-1 | 0-1  | 4-1  | 2-0 |
| CR Belouizdad                                              | 0-1 |     | 2-1 | 1-0  | 2-1 | 1-0 | 3-1 | 0-0 | 1-0  | 2-0 | 1-0 | 1-1 | 4-0 | 0-1  | 2-3  | 2-0 |
| CS Constantine                                             | 3-1 | 1-1 |     | 1-1  | 1-2 | 2-0 | 3-0 | 2-1 | 2-1  | 1-1 | 0-1 | 2-1 | 1-1 | 1-1  | 2-0  | 3-0 |
| ES Ben Aknoun                                              | 2-2 | 1-1 | 0-1 |      | 1-0 | 2-3 | 2-0 | 2-3 | 1-1  | 2-1 | 3-1 | 0-1 | 2-1 | 1-2  | 3-2  | 0-1 |
| ES Sétif                                                   | 0-0 | 1-3 | 2-1 | 1-1  |     | 1-0 | 2-1 | 1-0 | 2-1  | 1-0 | 0-0 | 2-1 | 2-2 | 2-1  | 2-1  | 3-0 |
| JS Kabylie                                                 | 2-1 | 0-1 | 0-0 | 1-0  | 0-1 |     | 1-1 | 1-1 | 0-0  | 3-1 | 1-0 | 0-0 | 1-1 | 1-0  | 0-0  | 3-2 |
| JS Saoura                                                  | 3-2 | 1-2 | 2-2 | 1-0  | 0-0 | 3-2 |     | 0-1 | 0-0  | 1-1 | 2-1 | 2-1 | 1-0 | 2-1  | 0-1  | 6-0 |
| MC Alger                                                   | 6-3 | 0-0 | 2-0 | 4-0  | 5-3 | 1-1 | 4-0 |     | 2-0  | 3-2 | 4-0 | 1-0 | 1-0 | 1-0  | 3-0  | 3-0 |
| MC El Bayadh                                               | 1-0 | 2-1 | 1-0 | 1-0  | 3-0 | 1-1 | 0-1 | 0-0 |      | 0-1 | 0-2 | 1-0 | 2-1 | 1-1  | 1-0  | 4-0 |
| MC Oran                                                    | 1-1 | 1-0 | 1-4 | 1-0  | 4-1 | 1-3 | 1-1 | 0-2 | 2-0  |     | 0-0 | 2-0 | 0-1 | 1-0  | 1-0  | 2-1 |
| NC Magra                                                   | 1-1 | 0-0 | 2-3 | 3-1  | 0-1 | 0-1 | 1-0 | 0-0 | 1-1  | 1-1 |     | 2-0 | 2-1 | 2-3  | 1-1  | 1-0 |
| Paradou AC                                                 | 2-3 | 0-1 | 0-0 | 0-0  | 1-0 | 0-0 | 0-0 | 0-1 | 1-0  | 1-0 | 0-0 |     | 0-0 | 1-0  | 2-0  | 6-0 |
| US Biskra                                                  | 2-0 | 0-0 | 0-1 | 1-1  | 2-2 | 1-0 | 2-1 | 1-0 | 0-0  | 0-0 | 0-1 | 0-5 |     | 1-0  | 2-1  | 3-1 |
| USM Alger                                                  | 2-1 | 2-1 | 1-2 | 0-2  | 2-0 | 2-2 | 2-1 | 0-0 | 2-1  | 2-0 | 3-1 | 1-5 | 1-0 |      | 3-0  | 3-0 |
| USM Khenchela                                              | 2-1 | 2-1 | 1-2 | 0-0  | 1-0 | 2-1 | 1-0 | 1-1 | 2-0  | 0-0 | 2-2 | 1-2 | 0-1 | 1-0  |      | 2-0 |
| US Souf                                                    | 0-2 | 0-3 | 3-4 | 0-3  | 1-3 | 0-4 | 0-1 | 3-4 | 4-5  | 0-0 | 0-2 | 1-4 | 2-0 | 1-3  | 2-5  |     |
| - Victoire à domicile - Match nul - Victoire à l'extérieur |     |     |     |      |     |     |     |     |      |     |     |     |     |      |      |     |

### Domicile et extérieur
| Rang | Équipe         | Pts | J  | G  | N | P  | Bp | Bc | Diff |
| ---- | -------------- | --- | -- | -- | - | -- | -- | -- | ---- |
| 1    | MC Alger       | 41  | 15 | 13 | 2 | 0  | 40 | 9  | +31  |
| 2    | ES Sétif       | 34  | 15 | 10 | 4 | 1  | 22 | 12 | +10  |
| 3    | CR Belouizdad  | 32  | 15 | 10 | 2 | 3  | 22 | 9  | +13  |
| 4    | USM Alger      | 32  | 15 | 10 | 2 | 3  | 26 | 16 | +10  |
| 5    | MC El Bayadh   | 30  | 15 | 9  | 3 | 3  | 18 | 8  | +10  |
| 6    | CS Constantine | 29  | 15 | 8  | 5 | 2  | 25 | 12 | +13  |
| 7    | JS Saoura      | 28  | 15 | 8  | 4 | 3  | 24 | 14 | +10  |
| 8    | ASO Chlef      | 28  | 15 | 8  | 4 | 3  | 22 | 13 | +9   |
| 9    | USM Khenchela  | 28  | 15 | 8  | 4 | 3  | 18 | 11 | +7   |
| 10   | MC Oran        | 27  | 15 | 8  | 3 | 4  | 18 | 14 | +4   |
| 11   | US Biskra      | 26  | 15 | 7  | 5 | 3  | 15 | 13 | +2   |
| 12   | JS Kabylie     | 25  | 15 | 6  | 7 | 2  | 14 | 9  | +5   |
| 13   | Paradou AC     | 24  | 15 | 6  | 6 | 5  | 14 | 5  | +9   |
| 14   | NC Magra       | 21  | 15 | 5  | 6 | 4  | 17 | 14 | +3   |
| 15   | ES Ben Aknoun  | 21  | 15 | 6  | 3 | 6  | 22 | 20 | +2   |
| 16   | US Souf        | 4   | 15 | 1  | 1 | 13 | 17 | 43 | -26  |

| Rang | Équipe         | Pts | J  | G | N | P  | Bp | Bc | Diff |
| ---- | -------------- | --- | -- | - | - | -- | -- | -- | ---- |
| 1    | MC Alger       | 24  | 15 | 6 | 6 | 3  | 15 | 11 | +4   |
| 2    | CS Constantine | 24  | 15 | 7 | 3 | 5  | 21 | 18 | +3   |
| 3    | CR Belouizdad  | 21  | 15 | 5 | 6 | 4  | 15 | 11 | +4   |
| 4    | Paradou AC     | 18  | 15 | 5 | 3 | 7  | 22 | 17 | +5   |
| 5    | JS Kabylie     | 17  | 15 | 4 | 5 | 6  | 19 | 18 | +1   |
| 6    | USM Alger      | 17  | 15 | 5 | 2 | 8  | 14 | 16 | -2   |
| 7    | NC Magra       | 17  | 15 | 4 | 5 | 6  | 13 | 18 | -5   |
| 8    | ES Sétif       | 14  | 15 | 4 | 2 | 9  | 15 | 25 | -10  |
| 9    | ASO Chlef      | 13  | 15 | 3 | 4 | 8  | 19 | 27 | -8   |
| 10   | JS Saoura      | 12  | 15 | 3 | 3 | 9  | 10 | 23 | -13  |
| 11   | ES Ben Aknoun  | 11  | 15 | 2 | 5 | 8  | 10 | 17 | -7   |
| 12   | USM Khenchela  | 11  | 15 | 3 | 2 | 10 | 15 | 28 | -13  |
| 13   | US Biskra      | 10  | 15 | 2 | 4 | 9  | 10 | 21 | -11  |
| 14   | MC El Bayadh   | 8   | 15 | 1 | 5 | 9  | 11 | 22 | -11  |
| 15   | MC Oran        | 9   | 15 | 1 | 6 | 8  | 8  | 19 | -11  |
| 16   | US Souf        | 3   | 15 | 1 | 0 | 14 | 5  | 43 | -38  |

## Statistiques

### Buts marqués par journée
Ce graphique représente le nombre de buts marqués lors de chaque journée, soit un total de 556 buts (moyenne de 18.5 buts par journée).

## Parcours en coupes d'Afrique
| Club           | Compétition                             | Résultat                  | Ultime(s) adversaire(s)           | Ultime(s) adversaire(s)           | Ultime(s) adversaire(s)           |
| -------------- | --------------------------------------- | ------------------------- | --------------------------------- | --------------------------------- | --------------------------------- |
| CR Belouizdad  | Ligue des champions de la CAF 2023-2024 | Phase des poules          | Al-Ahly SC                        | Young Africans SC                 | Medeama SC                        |
| CS Constantine | Ligue des champions de la CAF 2023-2024 | Premier tour qualificatif | ES Sahel                          | ES Sahel                          | ES Sahel                          |
| ASO Chlef      | Coupe de la confédération 2023-2024     | Premier tour qualificatif | Bendel Insurance FC               | Bendel Insurance FC               | Bendel Insurance FC               |
| USM Alger      | Coupe de la confédération 2023-2024     | Demi-finales              | RS Berkane (non-joué)voir détails | RS Berkane (non-joué)voir détails | RS Berkane (non-joué)voir détails |

## Masse salariale
| Club           | Salaire brut     | CNAS          | Totale ???      | Salaire net global / Mois |
| -------------- | ---------------- | ------------- | --------------- | ------------------------- |
| ASO Chlef      | 21.924.000,00 DA | 619.200,00 DA | 3.956.925,00 DA | 17.347.875,00 DA          |
| CR Belouizdad  | 66.899.079,96    | 667.942,21    |                 | 55.453.314,87             |
| CS Constantine | 43.634.910,00    |               | 7.360.366,50    | 35.545.543,50             |
| ES Ben Aknoun  | 10.650.000,00    | 607.500,00    | 2.235.305,00    | 7.807.195,00              |
| ES Sétif       | 34.139.200,00    | 688.428,00    | 5.883.881,00    | 27.566.891,00             |
| JS Kabylie     | 44.383.381,00    |               | 7.442.447,15    | 36.238.933,85             |
| JS Saoura      | 22.375.600,00    | 688.500,00    | 4.105.245,00    | 17.581.855,00             |
| MC Alger       | 53.515.751,78    | 721.290,31    |                 | 43.964.849,32             |
| MC El Bayadh   | 18.606.500,00    | 702.000,00    | 3.575.915,00    | 14.328.585,00             |
| MC Oran        | 24.220.000,00    | 486.000,00    | 4.163.590,00    | 19.570.410,00             |
| NC Magra       | 18.240.000,00    | 636.300,00    | 3.4365.720,00   | 14.167.980,00             |
| Paradou AC     | 10.047.305,63    | 338.554,33    | 1.807.089,52    | 7.901.661,78              |
| US Biskra      | 17.669.654,86    | 369.436,95    | 3.039.415,28    | 14.260.802,63             |
| USM Alger      | 53.030.030,25    | 729.000,00    | 8.769.634,54    | 43.531.395,71             |
| USM Khenchela  | 19.100.000,00    | 567.000,00    | 3.498.990,00    | 15.034.010,00             |
| US Souf        | 9.375.000,00     | 351.000,00    | 1.798.720,00    | 7.225.280,00              |
| Total          | 467.810.413,48   | 9.603.151,80  | 80.680.679,02   | 377.526.582,66            |

## Bilan de la saison
Les données ci-dessous sont vouées à évoluer au fur et à mesure du déroulement de la saison.
- Meilleure attaque : MC Alger (54 buts).
- Meilleure défense : CR Belouizdad, MC Alger (20 buts).
- Premier but de la saison : 
  -  Ahmed Ghenam   41e pour le MC El Bayadh contre le CS Constantine (1 - 0), le 15 septembre 2023 (1re journée).
- Dernier but de la saison : 
  - Mohamed Hacene Bengrina   82e pour le MC Oran contre le MC Alger (2 - 3), le 14 juin 2024 (30e journée).
- Premier but contre son camp :
  -  Tarek Belouchat   67e (csc) pour l'ASO Chlef contre l'ES Ben Aknoun (2 - 1), le 22 septembre 2023 (2e journée).
- Premier but sur penalty : 
  -  Oussama Bellatreche   31e (pen.) pour la JS Saoura contre l'US Biskra (1 - 0), le 17 septembre 2023 (1re journée).
- Premier carton jaune :
  -  Zakaria Bouziani  17e pour le MC El Bayadh contre le CS Constantine (1 - 0), le 15 septembre 2023 (1re journée).
- Premier carton rouge : 
  -  Aymen Attou   90+4e pour le NC Magra contre le CR Belouizdad (0 - 1), le 23 septembre 2023 (2e journée).
- Journée de championnat la plus riche en buts : 26 buts (30e journée).
- Journée de championnat la plus pauvre en buts : 10 buts (11e journée).
- Nombre de buts inscrits durant la saison : 540 buts (moyenne de 18 buts par journée).
- Plus grand nombre de buts dans une rencontre : 9 buts
  - 6 - 3 lors de MC Alger - ASO Chlef, le 14 mars 2024 (20e journée).
  - 4 - 5 lors de US Souf - MC El Bayadh, le 23 mars 2024 (21e journée).
- Plus large victoire à domicile : 6 buts d'écart
  - 6 - 0 lors de JS Saoura - US Souf, le 26 avril 2024 (24e journée).
  - 6 - 0 lors de Paradou AC - US Souf, le 26 mai 2024 (27e journée).
- Plus large victoire à l'extérieur : 5 buts d'écart
  - 0 - 5 lors de US Biskra - Paradou AC, le 6 octobre 2023 (4e journée).
- Champion d'automne : 36 points
  - Mouloudia Club d'Alger
- Champion : 65 points
  - Mouloudia Club d'Alger

| Championnat d'Algérie de football 2023-2024 |                                   |
| Champion                                    | Mouloudia Club d'Alger (8e titre) |
| Dauphin                                     | CR Belouizdad                     |
| Champion d'automne                          | Mouloudia Club d'Alger            |
| Qualifications continentales                |                                   |
| Ligue des champions 2024-2025               | MC Alger                          |
| Ligue des champions 2024-2025               | CR Belouizdad                     |
| Coupe de la confédération 2024-2025         | CS Constantine                    |
| Coupe de la confédération 2024-2025         | USM Alger                         |
| Promotions et relégations                   |                                   |
| Promus en Ligue 1 Mobilis                   | O Akbou                           |
| Promus en Ligue 1 Mobilis                   | ES Mostaganem                     |
| Relégués en Ligue 2                         | ES Ben Aknoun                     |
| Relégués en Ligue 2                         | US Souf                           |